# French Open 1937 (Badminton)
Die French Open 1937 im Badminton fanden in Paris statt. Es war die neunte Auflage des Championats.

## Finalresultate
| Disziplin    | Sieger                     | Finalist                       | Ergebnis    |
| ------------ | -------------------------- | ------------------------------ | ----------- |
| Herreneinzel | Ian Maconachie             | R. Delubac                     | 15–2, 15–8  |
| Dameneinzel  | Mavis Green                | K. Ruston                      | 11–8, 11–8  |
| Herrendoppel | Ian Maconachie K. Smedley  | Burdin Yves Baudoin            | 15–2, 15–5  |
| Damendoppel  | Mavis Green K. Ruston      | Yvonne Girard Madeleine Girard | 15–4, 15–9  |
| Mixed        | Ian Maconachie Mavis Green | K. Smedley K. Ruston           | 15–9, 18–14 |